# Mill Valley
Mill Valley ist eine Stadt in Marin County im US-Bundesstaat Kalifornien mit 14.231 Einwohnern (Stand: 2020). Das etwa 12,5 km² umfassende Stadtgebiet liegt rund 23 km nördlich von San Francisco an den südöstlichen Hängen des Berges Mount Tamalpais und grenzt an die Marschen der Richardson Bay.
Mill Valley geht auf ein 1834 von John Reed gebautes Sägewerk zurück, die „Old Mill“, die der Stadt ihren Namen gab. Die eigentliche Geschichte der Stadt begann im Jahr 1889, als der Bauingenieur Michael O’Shaughnessy einen Stadtplan entwickelte, der Mill Valley bis heute prägt.
Insbesondere nach der Fertigstellung der Golden Gate Bridge im Jahr 1937 machte Mill Valley einen starken Wandel durch, der von einem dramatischen Anstieg der Häuser- und Grundstückspreise geprägt wurde. Im Mai 2012 kürte das Smithsonian Magazine Mill Valley wegen seiner Lebensqualität zur „viertbesten Kleinstadt in Amerika“.
International bekannt wurde der Ort durch das seit 1978 alljährlich stattfindende Mill Valley Film Festival. Darüber hinaus ist die Stadt bekannt für das Dipsea Race, den ältesten Traillauf in den Vereinigten Staaten, der seit 1905 von Mill Valley nach Stinson Beach an der Küste des Pazifik führt.

## Geographie

### Lage
Mill Valley liegt an den südöstlichen Hängen des Mount Tamalpais und erstreckt sich nach Südosten bis zum Highway 101 und dem nördlichsten Zipfel der Richardson Bay, einem flachen und artenreichem Arm der Bucht von San Francisco. Der nordwestliche, höher gelegene Teil des Stadtgebietes ist von fünf Canyons geprägt, dem Tamalpais Valley, Homestead Valley, Cascade Canyon, Blithedale Canyon und dem Warner Canyon. Die diese Canyons durchziehenden Bäche, unter ihnen der Arroyo Corte Madera Del Presidio, münden in die den Gezeiten unterworfene Marschenlandschaft der Richardson Bay.

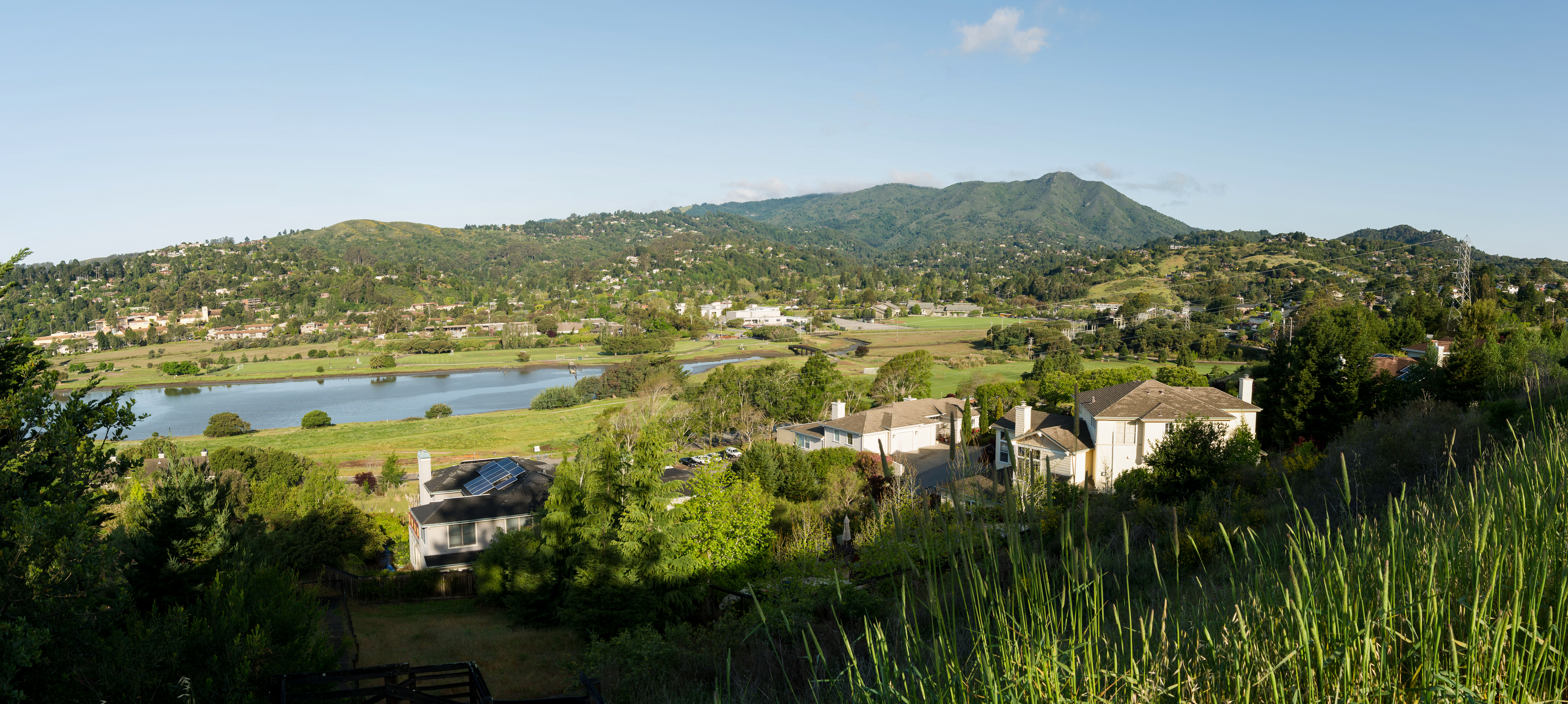
Blick auf Mill Valley. In der linken Bildmitte ein Ausläufer der Richardson Bay. Im Hintergrund rechts der Mount Tamalpais, an dessen Fuße das Stadtzentrum von Mill Valley liegt.

Zu den Census-designated places, die mit Mill Valley einen Schulbezirk und die Postleitzahl teilen, gehören das östlich der Stadt gelegene Strawberry, sowie Tamalpais-Homestead Valley und Muir Beach im Südwesten. Im Norden grenzt Mill Valley an Corte Madera; östlich liegt Tiburon und südöstlich Sausalito.

### Klima
Mill Valley verfügt – wie andere Orte im Küstenbereich Kaliforniens – über ein mediterranes Klima mit relativ feuchten Wintern und trockenen Sommern. Der im Durchschnitt wärmste Monat ist der Juli. Die höchste jemals gemessene Temperatur wurde im Jahr 1972 gemessen und betrug 44 °C. Der im Durchschnitt kälteste Monat ist der Januar. Die niedrigste jemals gemessene Temperatur wurde im Jahr 1990 gemessen und betrug −8 °C. Die höchsten Niederschlagsmengen fallen in den Monaten zwischen November und März. Mehrmals je Jahrzehnt fällt auf dem Mount Tamalpais Schnee, dieser erreicht jedoch fast niemals die tieferliegende Stadt. Mill Valley verfügt über verschiedene Mikroklimata – Bereiche, in denen unterschiedliche Wind-, Temperatur- und Niederschlagsverhältnisse herrschen – was darauf zurückzuführen ist, dass Teile des Stadtgebietes über verschiedene Canyons und Hügel verteilt sind.
|                        | Jan   | Feb   | Mär   | Apr  | Mai  | Jun | Jul | Aug | Sep | Okt  | Nov   | Dez   |   |      |
| Mittl. Temperatur (°C) | 9     | 11    | 12    | 14   | 17   | 19  | 20  | 20  | 19  | 17   | 12    | 9     | ⌀ | 14,9 |
| Mittl. Tagesmax. (°C)  | 13    | 16    | 18    | 20   | 23   | 26  | 28  | 28  | 27  | 23   | 17    | 13    | ⌀ | 21   |
| Mittl. Tagesmin. (°C)  | 5     | 6     | 7     | 8    | 9    | 11  | 12  | 12  | 11  | 10   | 7     | 5     | ⌀ | 8,6  |
|                        |       |       |       |      |      |     |     |     |     |      |       |       |   |      |
| Niederschlag (mm)      | 231,9 | 239,0 | 166,6 | 63,2 | 37,6 | 6,4 | 0,0 | 1,5 | 6,6 | 57,4 | 164,1 | 251,7 | Σ | 1226 |

| 5 |

| 6 |

| 7 |

| 8 |

| 9 |

| 11 |

| 12 |

| 12 |

| 11 |

| 10 |

| 7 |

| 5 |

| 5 |

| 6 |

| 7 |

| 8 |

| 9 |

| 11 |

| 12 |

| 12 |

| 11 |

| 10 |

| 7 |

| 5 |

## Geschichte

### Ankunft der Europäer und Bau der Sägemühle

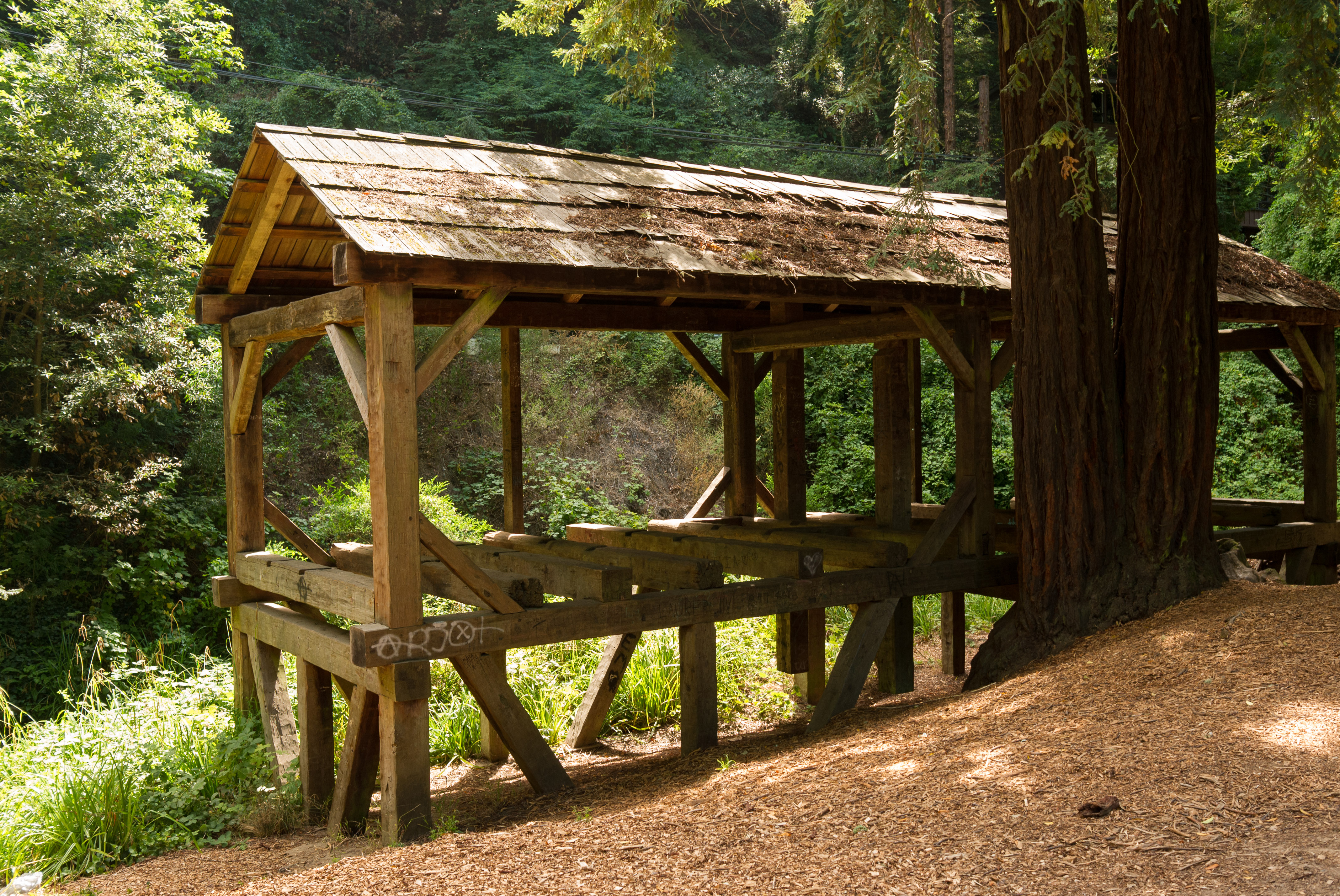
Rekonstruktion der von John Reed gebauten Sägemühle in Mill Valleys “Old Mill Park”. Die Mühle gab Mill Valley seinen Namen.

Vor der Ankunft der weißen Siedler lebten die Coast Miwok, eine an der Küste Kaliforniens angesiedelte Gruppe der Miwok, in der Region um Mill Valley. Ihren ersten Kontakt mit Europäern hatten die Coast Miwok im Jahr 1579, als der englische Weltumsegler Francis Drake an der kalifornischen Küste (vermutlich in der heute als Drakes Bay bekannten Bucht nahe Kap Point Reyes) ankerte. Im Jahr 1776 bauten die Spanier ein erstes Fort und eine Missionsstation im Gebiet des heutigen San Francisco. Im Jahr 1817 begannen die Spanier mit dem Bau einer Missionsstation – Mission San Rafael Arcangel – im heutigen San Rafael, nordöstlich von Mill Valley. Siebzehn Jahre später übernahmen die Mexikaner die Kontrolle über Mission San Rafael und begannen, die von den Miwok besiedelten Gebiete als Ranchos für die Rinderhaltung an europäische Siedler zu vergeben.
Der 1805 in Dublin geborene Ire John Reed war der erste Landbesitzer auf dem Gebiet des heutigen Marin County. Im September 1834 gestattete die mexikanische Verwaltung von Alta California Reed, unter dem Namen Rancho Corte de Madera del Presidio eine Landfläche nördlich der Bucht von San Francisco in Besitz zu nehmen. Reeds Rancho erstreckte sich in nordwestlicher Richtung von der Spitze der Richardson Bay über die Fläche des heutigen Stadtgebietes von Mill Valley bis Larkspur Creek; im Osten reichte der Rancho bis zur Tiburon-Halbinsel. Zu den ersten Gebäuden, die Reed auf seinem Rancho errichtete, gehörte die Sägemühle, die Mill Valley bis heute seinen Namen gibt. Der genaue Bauzeitpunkt ist unbekannt, wird aber üblicherweise auf das Jahr 1834 datiert.

### Holz- und Viehwirtschaft in der zweiten Hälfte des 19. Jahrhunderts
Der Beginn des Goldrauschs im Jahr 1848 brachte eine größere Zahl von Siedlern nach Kalifornien. Mill Valley verfügte über einen beachtlichen Bestand von Küstenmammutbäumen und das Wachstum der Stadt San Francisco – noch weiter verstärkt durch die häufig auftretenden Feuersbrünste – ließ die Nachfrage nach Baumaterialien steigen. Dies führte dazu, dass die Baumbestände in Mill Valley schon wenige Jahre nach Beginn des Goldrauschs fast vollständig abgeholzt waren. Auf diese Weise wurde das Stadtgebiet des heutigen Mill Valley und die umliegenden Ländereien von der Mitte des 19. Jahrhunderts bis in die ersten Jahrzehnte des 20. Jahrhunderts vorwiegend für die Rinderhaltung und Viehzucht genutzt. Marin County, das 1850 mit der Eingliederung Kaliforniens Teil der Vereinigten Staaten wurde, entwickelte sich zum wichtigsten Lieferanten von Milchprodukten des Staates Kalifornien in der zweiten Hälfte des 19. Jahrhunderts.

### Stadtplanung durch Michael O’Shaughnessy und Landauktion von 1890

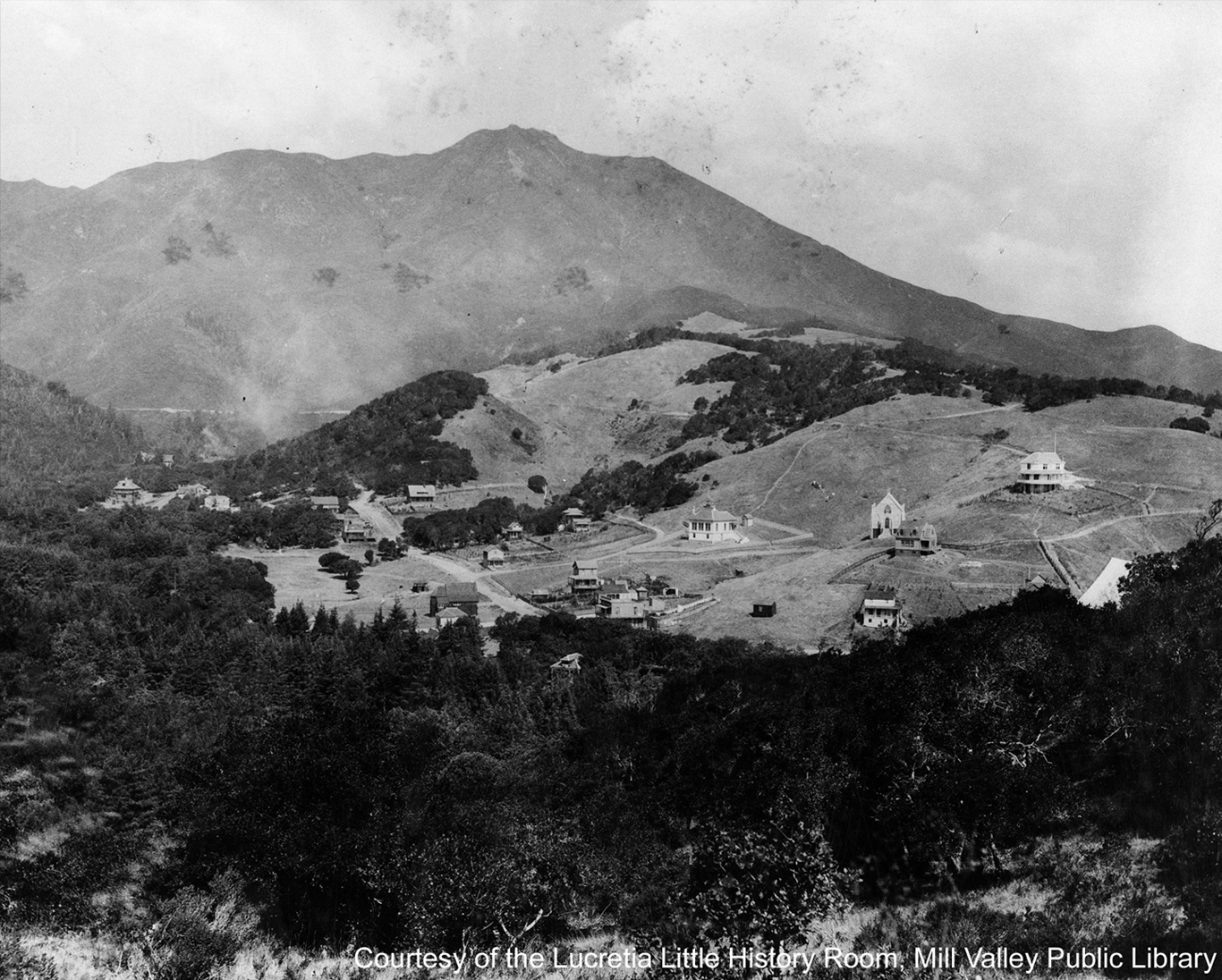
Blick auf Mill Valley, um 1900.

Im Jahr 1889 begann die Tamalpais Land & Water Company mit der Entwicklung des Landes auf dem Gebiet des heutigen Mill Valley. Sie beauftragte den Bauingenieur Michael O’Shaughnessy mit der Planung. Obwohl O’Shaughnessy nur bis zu seiner Hochzeit im Oktober 1890 für die Tamalpais Land & Water Company arbeitete, prägt sein Werk Mill Valley bis heute. Er entwickelte einen Stadtplan, der auf 50 Fuß (rund 15 Meter) breiten Straßen basierte und sich – anstelle des häufig in den Vereinigten Staaten angewendeten starren Rasterplans – an den natürlichen Gegebenheiten der Landschaft orientierte. Ein System von zumeist als Stufen ausgeführten Fußgängerwegen ermöglichte den Zugang zu höhergelegenen Stadtteilen. Das Stadtzentrum wurde rund um einen Bahnhof angelegt, der ab 1889 an das bereits bestehende Schienennetz angeschlossen wurde. Auf diese Weise war Mill Valley über die Fähre nach Sausalito und die von dort weiterführende Eisenbahnlinie an San Francisco angebunden.
Im Mai 1890 veranstaltete die Tamalpais Land & Water Company eine großangelegte Auktion, bei der mehr als 200 Landparzellen in und um Mill Valley versteigert wurden. Anzeigen in den Zeitungen von San Francisco warben um potentielle Bieter, die das Leben auf dem Land bevorzugten:

„Fünfzig Minuten von San Francisco; angenehmes Klima; perfekte Entwässerung; Forellenbäche; klares und bestes Wasser im Überfluss; Wassersystem jetzt im Bau; wunderschöne
Ausfahrten und perfekte Ansichten von Berg [gemeint ist der Mount Tamalpais], Bucht, Wald und Stadt [gemeint ist hier San Francisco, das über die Bucht zu sehen ist]. Wälder von Mammutbäumen und anderen immergrünen Bäumen und Sträuchern; in der Tat alle Reize des Landlebens in Vollkommenheit, mit allen Vorteilen des Stadtlebens, ohne die Unannehmlichkeiten beider.“

In der am 31. Mai abgehaltenen Auktion wurden über 200 Parzellen mit einer Gesamtfläche von 200 Acres verkauft. Unter den Käufern waren auch Grundstücksspekulanten, die sich gleich mehrere Parzellen sicherten und in den folgenden Monaten und Jahren für ein Vielfaches des Preises weiterverkauften. Der Großteil der ersten Einwohner der Stadt bestand aus Zuwanderern. Ein Einwohnerverzeichnis aus dem Jahr 1894 belegt, dass nur 29 Prozent der Männer in Mill Valley in Kalifornien geboren war. Nahezu derselbe Anteil, 28 Prozent, kam aus Europa; die übrigen aus anderen Teilen Amerikas.

### Von 1890 bis zum Feuer von 1929

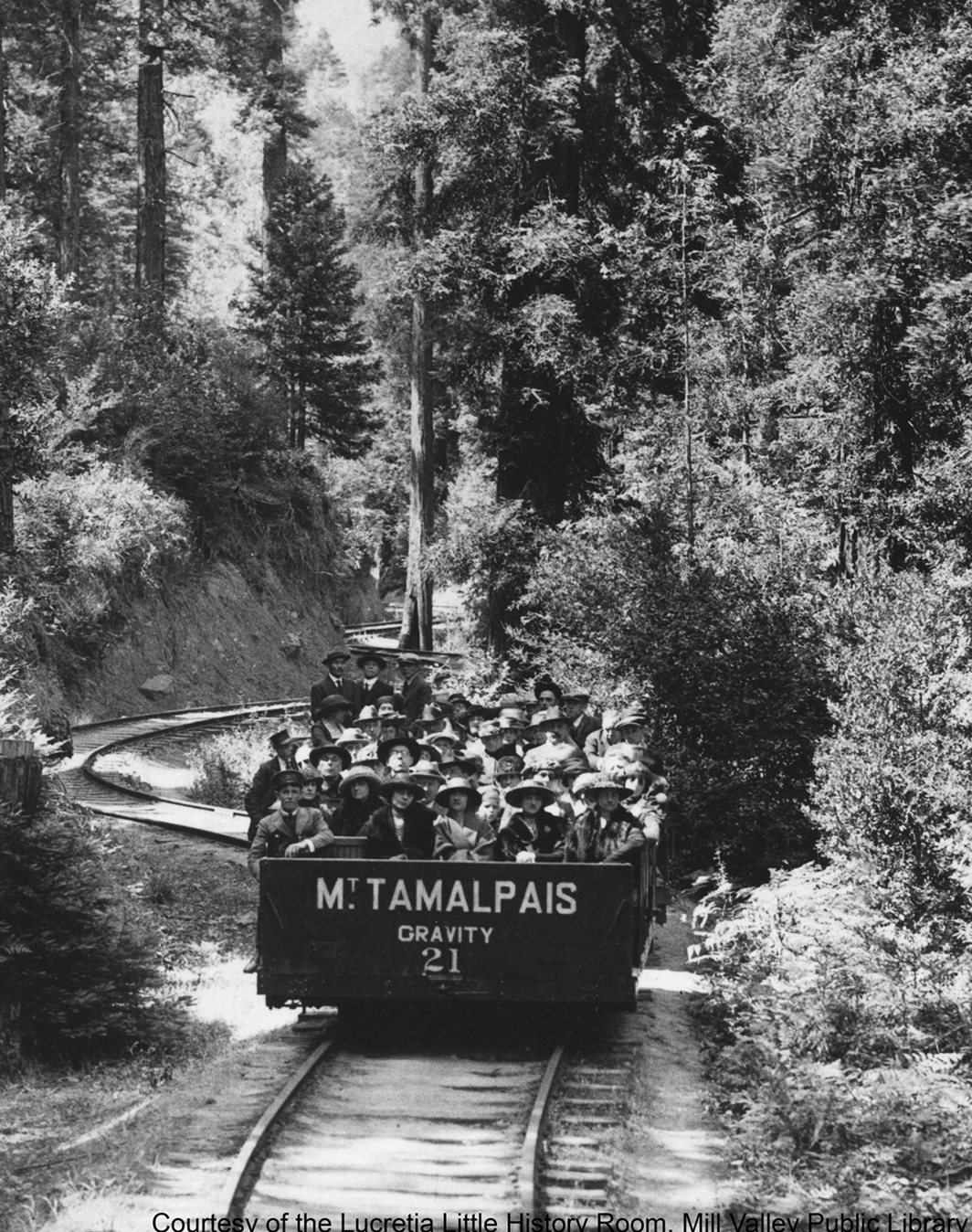
Gravity car der Mount Tamalpais and Muir Woods Railway, um 1915.

Während des ersten Jahrzehnts nach der Landauktion von 1890 entwickelte sich Mill Valley zu einem Anziehungspunkt für Sommerurlauber aus San Francisco. Durch die gute Verkehrsanbindung der Stadt an San Francisco kamen zeitweise mehr als 3000 Gäste in die Stadt und übertrafen dabei die Zahl der Stadtbewohner bei weitem. Ganze Familien kampierten in Zelten, die auf den unbebauten Grundstücken der Stadt aufgestellt waren. Zu den beliebten Ausflugszielen gehörten das bis heute für seine Küstenmammutbäume bekannte Muir Woods und Mount Tamalpais. Beide waren seit 1896 durch die Mount Tamalpais and Muir Woods Railway per Bahn erreichbar.
Im August des Jahres 1900 erlangte die Stadt ihre Unabhängigkeit von der Tamalpais Land & Water Company. Fortan lag die Verwaltung von Mill Valley in den Händen ihrer Bürger. 276.632 Acres Land gingen in die Selbstverwaltung der Stadt über. Sechsunddreißig Jahre später resümierte Frank Fiske Boswick, der erste Präsident des Mill Valley Board of Trustees:

„Wir begannen ohne Geld, ohne öffentliche Einrichtungen, ohne Polizei oder Feuerwehr, ohne Gesundheitssicherung und ohne örtliche Gesetze. Aber wir hatten Straßen und Abwasserleitungen, die in einem schlechten Zustand waren, und zwischen 15 und 20 illegale Saloons.“

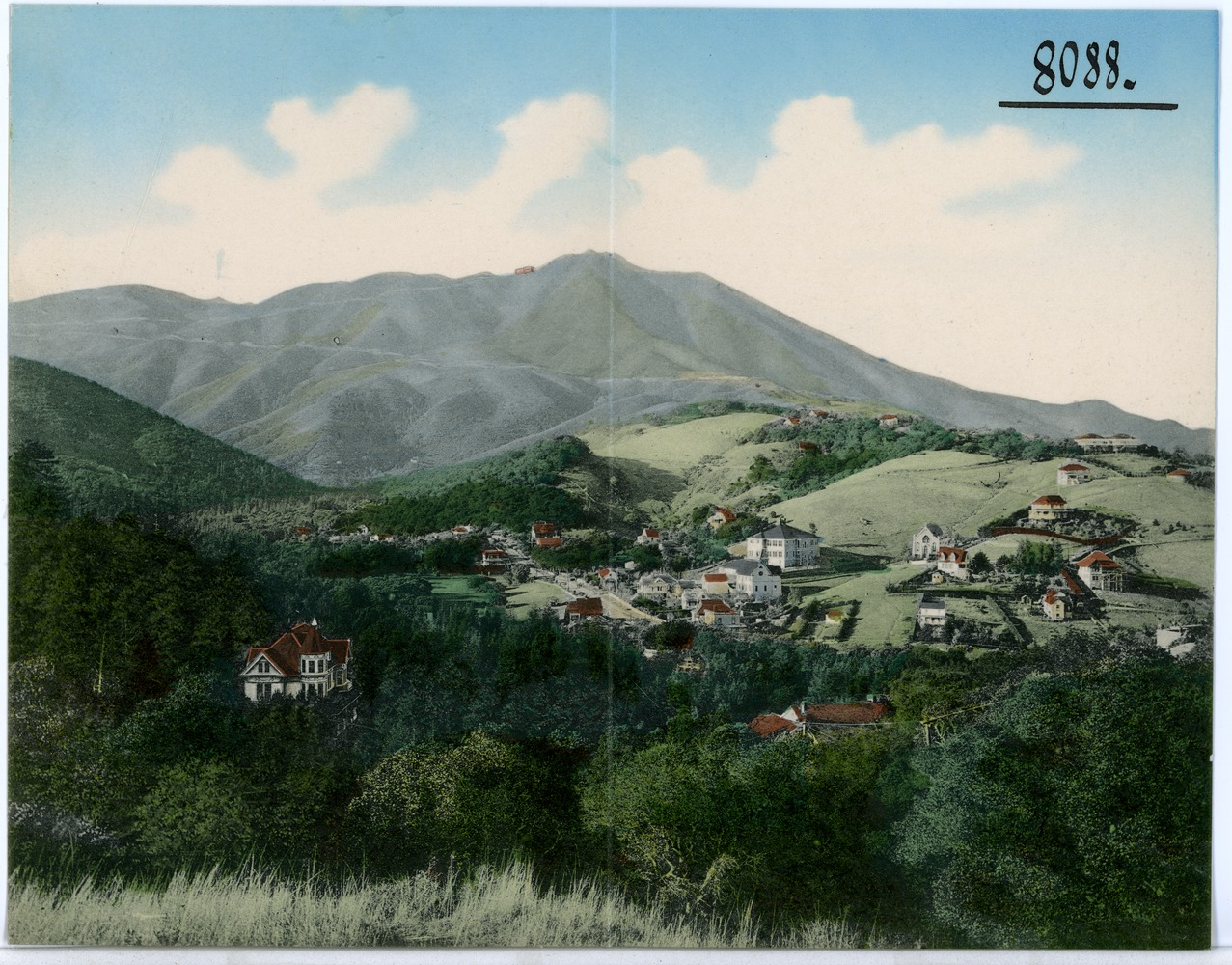
Postkarte mit einer Ansicht von Mill Valley aus dem Jahr 1906

Einen starken Bevölkerungszuwachs verzeichnete Mill Valley nach dem großen San-Francisco-Erdbeben von 1906. Zahlreiche Bewohner aus dem zerstörten San Francisco flohen nach Mill Valley und die meisten von ihnen siedelten sich dort dauerhaft an. Auf diese Weise stieg die Zahl der Bewohner von Mill Valley sprunghaft auf über 1.000 an.
Die 1920er Jahre waren für Mill Valley – wie für die gesamten Vereinigten Staaten – eine Zeit des Aufschwungs. Bereits zu Beginn des Jahrzehnts zählte die Stadt mehr als 2.500 Einwohner, und die Immobilienpreise stiegen stark an. Im Juli 1929 wurde Mill Valley von der bis dahin größten Naturkatastrophe in seiner Geschichte heimgesucht – ein Feuer an den Hängen des Mount Tamalpais zerstörte 117 Häuser und nur ein Wechsel der Windrichtung verhinderte, dass die gesamte Stadt den Flammen zum Opfer fiel. Als eine Folge des Feuers, aber auch durch die immer breitere Verfügbarkeit von Autos, wurde die Mount Tamalpais and Muir Woods Railway im Jahr 1930 eingestellt.

### Der Bau der Golden Gate Bridge und seine Folgen für Mill Valley
Im Jahr 1937 wurde die Golden Gate Bridge fertiggestellt. Damit war Mill Valley von San Francisco aus mit dem Auto erreichbar. In der Stadt löste dies einen Bauboom aus und mit der Locust Avenue Shopping Area wurde ein erstes Einkaufsviertel außerhalb des Stadtzentrums eröffnet. Der Eisenbahnverkehr nach Mill Valley wurde im Jahr 1940 eingestellt und in den frühen 1950er Jahren auch der Frachtverkehr. Zur selben Zeit überstieg die Einwohnerzahl der Stadt zum ersten Mal die Marke von 7000.

### Vom Zweiten Weltkrieg bis heute
Seit Mitte der 1960er Jahre liegt die Einwohnerzahl von Mill Valley bei relativ konstanten 13.000. Das Wachstum der Stadt findet vor allem in ihren Außenbezirken und angeschlossenen Gebieten wie Tamalpais-Homestead Valley, Muir Beach und Strawberry statt.
Im Jahr 1966 wurde die neue Mill Valley Public Library fertiggestellt und im Jahr 1976 wurde ein Public Safety Building für die örtliche Polizei und Feuerwehr eingeweiht. Im Jahr 2001 wurde ein Gemeindezentrum errichtet, das auf 5 Acres Räume für die gemeinschaftliche Nutzung sowie ein Schwimmbad und Sportplätze bietet.

## Politik

### Stadtverwaltung
An der Spitze der Stadtverwaltung von Mill Valley steht der Bürgermeister (Mayor), der zugleich Mitglied der Stadtverordnetenversammlung (City Council) ist. Die momentane Amtsperiode der jetzigen Bürgermeisterin Stephanie Moulton-Peters begann 2017. Moulton-Peters lebte 2019 bereits seit 25 Jahren in Mill Valley und füllte das Amt der Bürgermeisterin bereits zum dritten Mal aus.
Die Stadtverordnetenversammlung von Mill Valley besteht aus fünf Mitgliedern, die jeweils für eine Amtszeit von acht Jahren gewählt werden. Sitzungen der Stadtverordnetenversammlung werden live per Streaming Media im Internet übertragen und anschließend in einem Archiv online zur Verfügung gestellt.

### Wahlergebnisse in den letzten Präsidentschaftswahlen
Die Wählerschaft in Marin County – zu dem Mill Valley gehört – ist stark demokratisch ausgerichtet. Bei der Präsidentschaftswahl vom November 2016 stimmten 77,5 % der Wähler in Mill Valley für Hillary Clinton und nur 15,7 % für Donald Trump. 69,7 % der Wähler sprachen sich darüber hinaus für die Proposition 64 aus, die Cannabis als Rauschmittel in Kalifornien über den medizinischen Gebrauch hinaus auch für den generellen Genuss legalisiert.
Im Zuge der Präsidentschaftswahl von 2012 stimmten 74,1 % der Wähler in Marin County für Barack Obama, während nur 22,9 % der Wähler für seinen Gegenspieler Mitt Romney stimmten. Sie lagen damit deutlich über dem von Obama im Bundesstaat Kalifornien erzielten Ergebnis von 60,3 %.
Bereits bei der Präsidentschaftswahl von 2008 wiesen in ganz Kalifornien allein San Francisco County und Alameda County einen höheren Stimmenanteil für die Demokraten auf als Marin County. Zusammengenommen stimmte in San Francisco, Alameda und Marin County ein größerer Prozentsatz der Wähler für Barack Obama, als in seinem Heimatcounty Cook County in Illinois. In Mill Valley selbst entfielen bei der Präsidentschaftswahl des Jahres 2008 78,0 % der Stimmen auf Obama und nur 20,4 % auf seinen republikanischen Gegenspieler John McCain.
Ein ähnliches Bild hatte sich bereits bei der vorangegangenen Präsidentschaftswahl ergeben – im Jahr 2004 hatten 73,9 % der Wähler aus Mill Valley für John Kerry gestimmt, während nur 26,1 % den späteren Präsidenten George W. Bush unterstützten.

### Haltung in Grundsatzfragen
Die stark von einem liberalen Werteverständnis geprägte politische Grundhaltung der Bevölkerung von Mill Valley und Marin County im Allgemeinen zeigte sich unter anderem in ihrem Abstimmungsverhalten zu der in Kalifornien umstrittenen Proposition 8. Dieser Änderungsvorschlag zur kalifornischen Verfassung sah vor, die Gleichstellung gleichgeschlechtlicher Ehen durch einen Volksentscheid aufzuheben und nur Ehen zwischen Paaren unterschiedlichen Geschlechts anzuerkennen. Der Vorschlag, der im Rahmen der Wahlen des Staates Kalifornien im November 2008 mit einer knappen Mehrheit von 52,24 % der Stimmen angenommen wurde, stieß in Marin County auf eine breite Ablehnung. 75,1 % der Wähler des Countys sprachen sich gegen die Verfassungsänderung aus – unter den Countys war allein in San Francisco die Front der Ablehnung mit 75,2 % breiter. In Mill Valley sprachen sich 85,5 % der Wähler gegen die Proposition 8 aus.

## Bevölkerung

### Bevölkerungsgruppen und Abstammung
Beim United States Census 2010, einer Volkszählung zum Stichtag 1. April 2010, wurden 13.903 Einwohner ermittelt. Größte Bevölkerungsgruppe sind die Weißen mit einem Anteil von 88,8 %. Hinzu kommen 5,4 % Asiaten, 3,6 % Mischlinge und 0,8 % Afroamerikaner.
Bei der Frage nach ihrer Abstammung machten die Befragten folgende Angaben zu ihren Vorfahren: Englisch (19,0 %), Irisch (16,6 %), Deutsch (15,8 %), Italienisch (7,2 %), Russisch (5,8 %), Schottisch (5,5 %). Im Vergleich zu anderen Städten Kaliforniens liegt der Anteil von Bewohnern, die außerhalb der Vereinigten Staaten geboren wurden, bei relativ niedrigen 9,9 % (Kalifornien insgesamt: 26,2 %); dies entsprach einer Zahl von 1.342 Bewohnern. Von diesen stammten 4,6 % aus Europa.

### Einkommen, Bildungsgrad und Berufe
Im Jahr 2009 lag das mittlere Einkommen eines Haushaltes bei 107.577 Dollar (Kalifornien insgesamt: 58.931 Dollar), das Pro-Kopf-Einkommen lag bei 65.553 Dollar. Im Januar 2011 lagen die Lebenshaltungskosten deutlich über dem US-Durchschnitt. Für den Cost-of-living index von Mill Valley wurde zum damaligen Zeitpunkt ein Wert von 156,9 ermittelt (US-Durchschnitt: 100).
Verglichen mit anderen Teilen der Vereinigten Staaten liegt der Bildungsgrad der Bewohner von Mill Valley überdurchschnittlich hoch. Unter den Bewohnern mit einem Alter von mindestens 25 Jahren gaben 98 % an, über einen Highschool-Abschluss zu verfügen. 71 % gaben an, über einen Bachelor-Abschluss zu verfügen und knapp 33 % gaben an, über einen weiteren akademischen Abschluss zu verfügen.
Der Bildungsgrad der Bevölkerung spiegelt sich auch in den Berufen wider. Unter der männlichen Bevölkerung stellen die Manager (9 %) und Top-Manager (9 %) mit insgesamt 18 % die größte Berufsgruppe. An zweiter Stelle folgen mit 12 % Männer, die im Handel, in der fertigenden Industrie und in Serviceberufen tätig sind. Danach folgen Rechtsanwälte (8 %), Computerspezialisten (6 %) und Ärzte (5 %). Bei den Frauen ergibt sich ein ähnliches Bild; die größte Einzelgruppe unter ihnen ist mit 8 % ebenfalls im Management tätig. In allen diesen Bereichen liegen die Anteile unter den Bewohnern von Mill Valley deutlich über dem Landesdurchschnitt von Kalifornien.

### Religionszugehörigkeit
Die mit Abstand größte Glaubensgemeinschaft stellen die Katholiken dar. Ihr Anteil an der Gesamtbevölkerung liegt bei 52 %. Darauf folgen mit 14 % die Protestanten und mit 7 % die evangelikalen Christen. Andere Glaubensgemeinschaften sind mit 27 % vertreten (wobei zu dieser letzten Gruppe keine näheren Angaben in der Statistik ausgewiesen sind).

## Stadtbild
Das Stadtbild im Zentrum von Mill Valley ist geprägt von kleineren Geschäften und Restaurants, die sich stark an dem kaufkräftigen Publikum der Stadt orientieren. Boutiquen, Weinläden und Kunstgalerien reihen sich an Bäckereien, Blumenläden und Antiquitätengeschäfte. Das ehemalige Eisenbahndepot im Herzen der Stadt wurde zu einem Buchladen mit angeschlossenem Café umgestaltet. Im Zuge der gestiegenen Immobilienpreise wurden traditionelle Geschäfte verdrängt. An die Stelle eines langjährig im Zentrum angesiedelten Plattenladens sind etwa ein Hundesalon und eine Konditorei getreten.

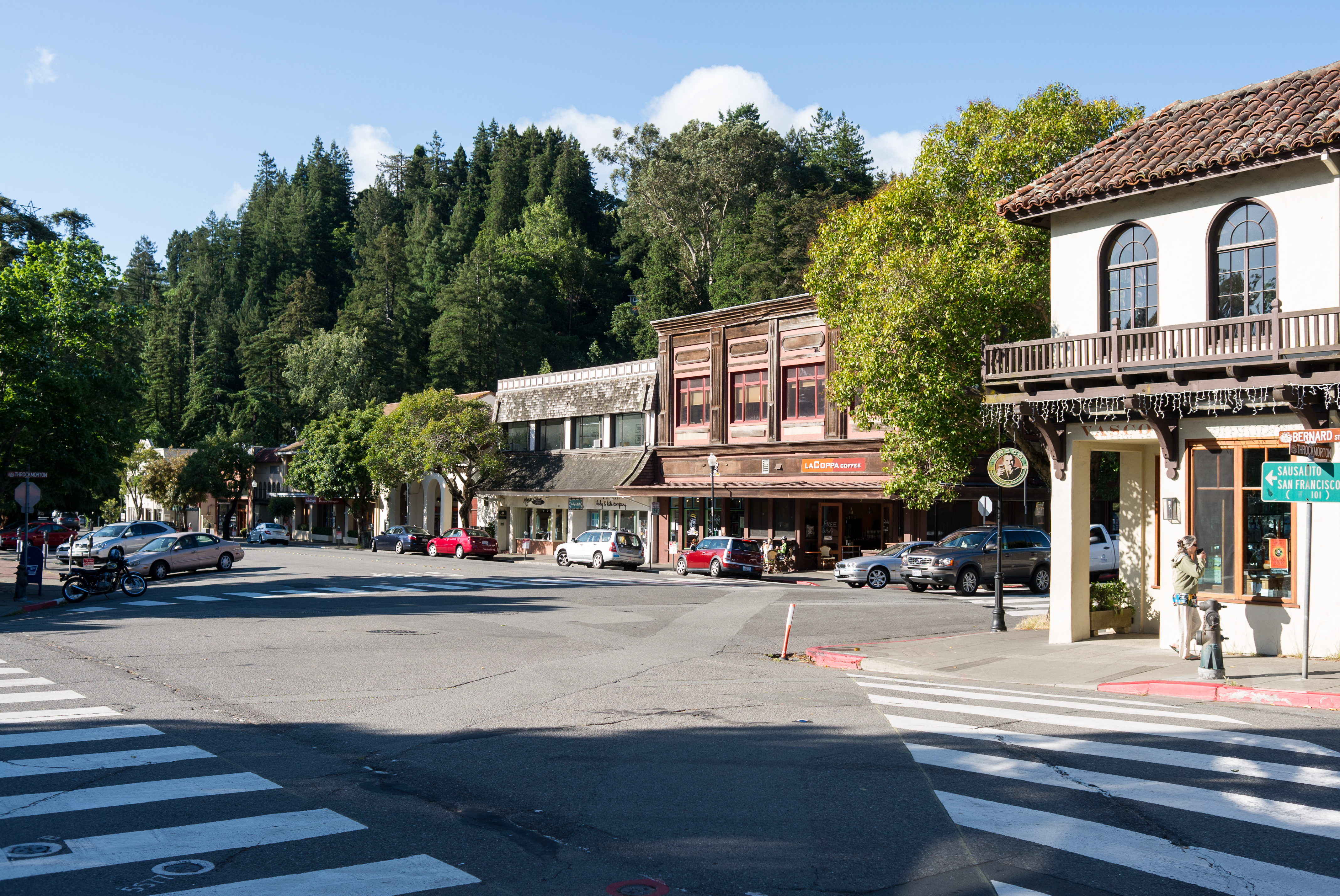
Miller Avenue, von der Ecke Miller und Bernard aus gesehen.
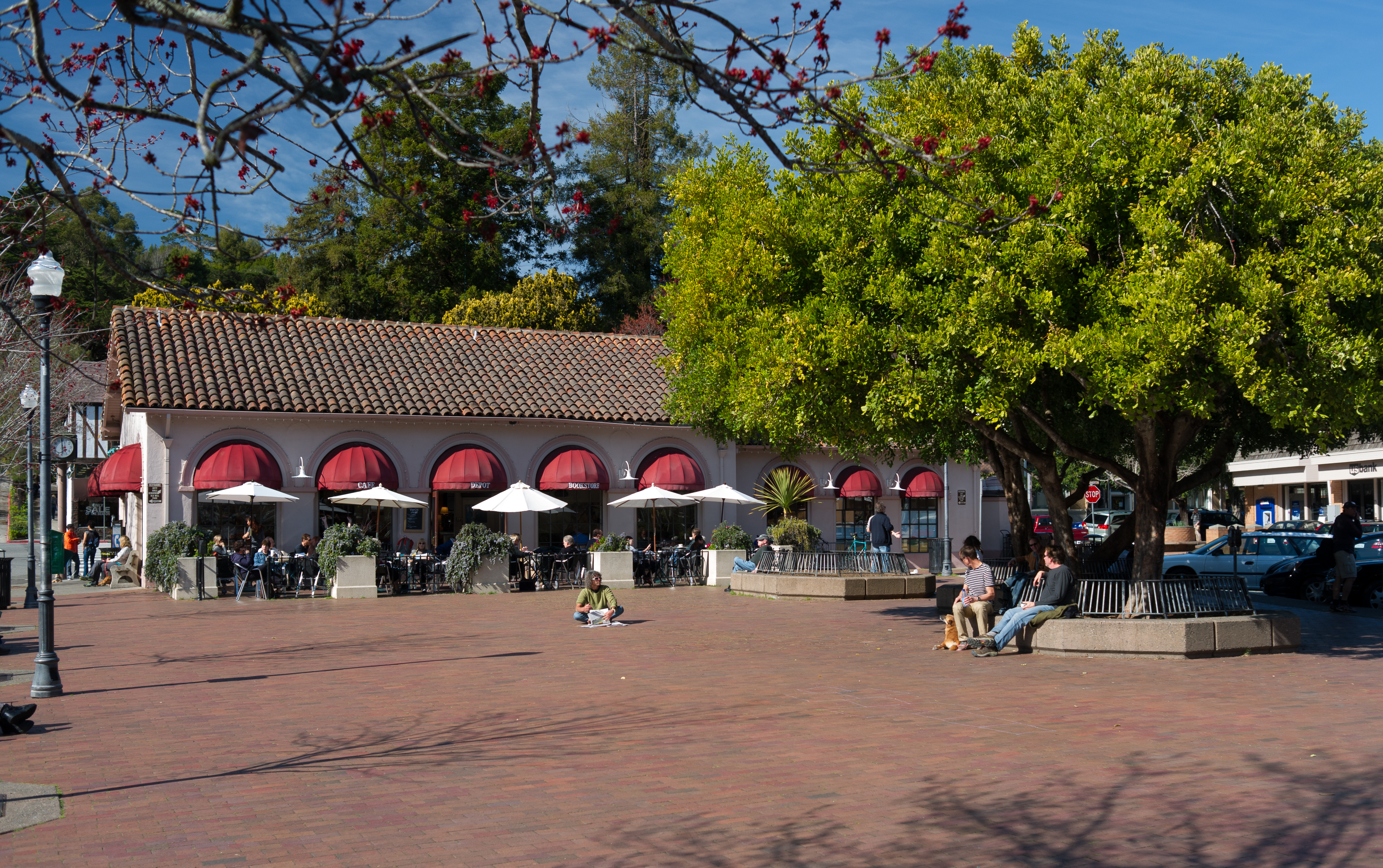
Depot Plaza im Herzen von Mill Valley.
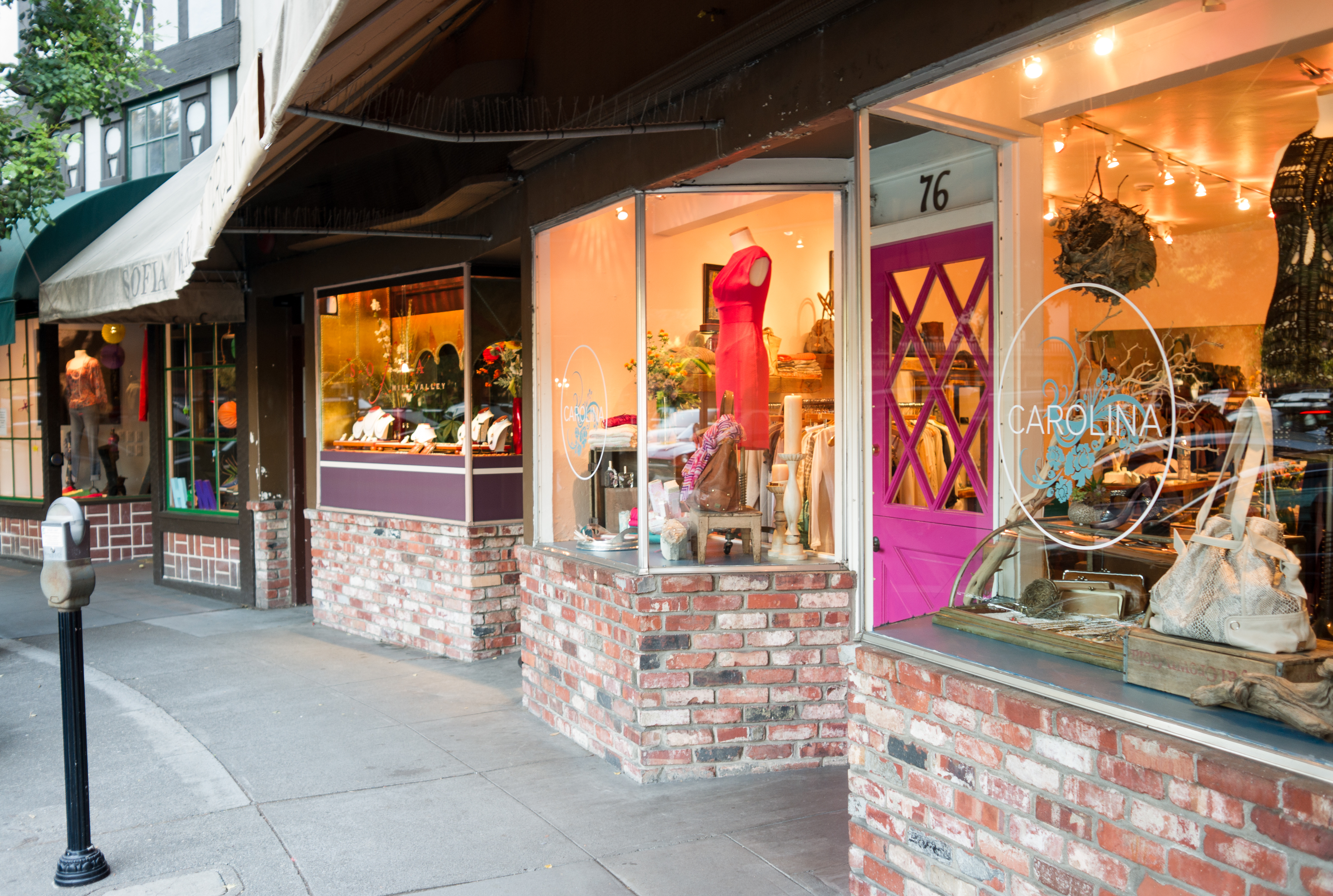
Kleinere Boutiquen im Zentrum von Mill Valley (Miller Avenue).
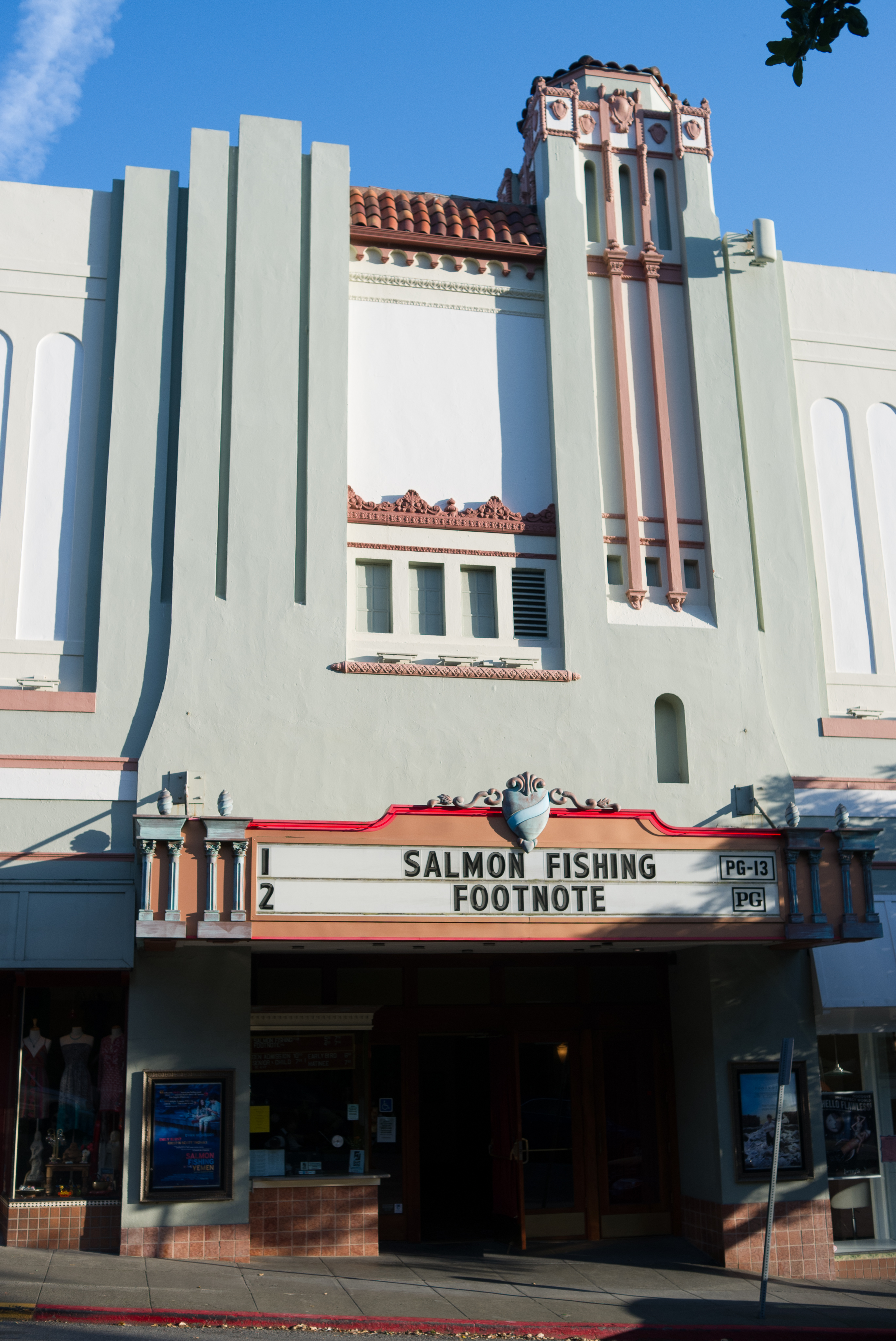
Kino in Mill Valley (Throckmorton Avenue).
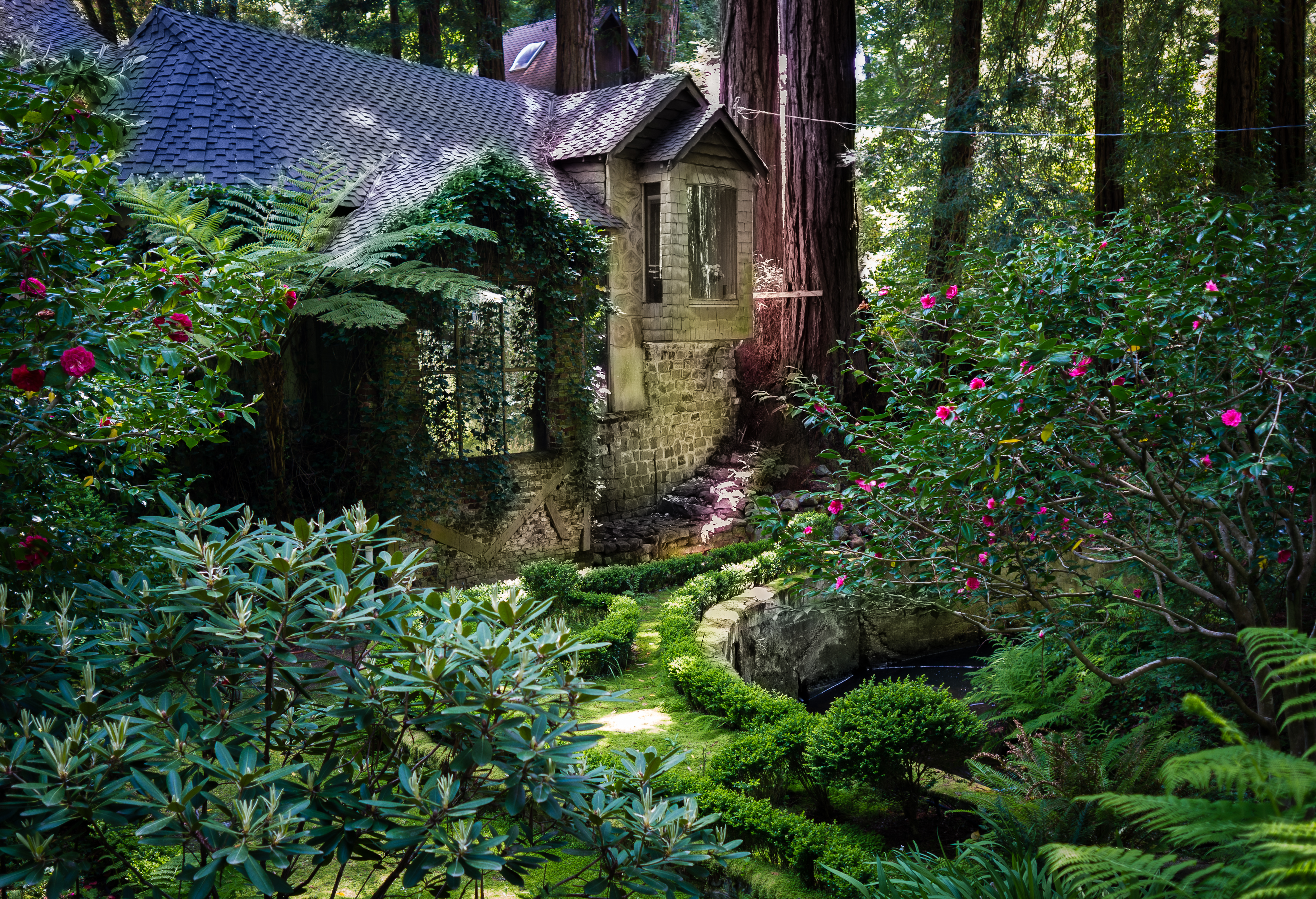
Typische Szenerie eines Hauses im Cascade Canyon, inmitten von Küstenmammutbäumen.

Mill Valley verfügt über eine Reihe von Parks und öffentlichen Grünflächen. Hervorzuheben ist der in den 1980ern eingerichtete Ernest Bloch Memorial Park, benannt nach dem amerikanischen Komponisten Ernest Bloch, der seine Rhapsodie America 1926 während eines Aufenthaltes in Mill Valley komponierte, sowie der Bayfront Park, der an die Marschen der Richardson Bay anschließt. Die an den Hängen des Mount Tamalpais liegenden Parks – wie etwa der Old Mill Park im Cascade Canyon – verfügen über einen dichten Bestand von Küstenmammutbäumen.

## Infrastruktur

### Verkehr
An der östlichen Stadtgrenze Mill Valleys verläuft der Highway 101, der San Francisco in Nord-Süd-Richtung mit den weiter nördlich gelegenen Teilen Kaliforniens verbindet. Nach Süden hin ist Mill Valley über die Golden Gate Bridge mit San Francisco verbunden und nach Norden hin führt der Highway in die Weinbauregion von Sonoma County. Fährverbindungen von den nahegelegenen Orten Tiburon (östlich von Mill Valley) und Sausalito (südöstlich, erreichbar über den Highway 101) verbinden die Stadt ebenfalls mit San Francisco.
Bevor der Highway 101 aus südlicher Richtung kommend die Richardson Bay überquert, besteht in westlicher Richtung eine Abzweigung zur California State Route 1 (häufig auch als „Highway 1“ bezeichnet). Diese führt durch Tamalpais-Homestead Valley nach Muir Beach, bevor sie an der Küste des Pazifik entlang nach Norden verläuft.
Im Nordosten von Mill Valley besteht über die Richmond–San Rafael Bridge eine Anbindung an Richmond und dann – weiter südlich – nach Berkeley und Oakland.

### Schulen und Stadtbibliothek

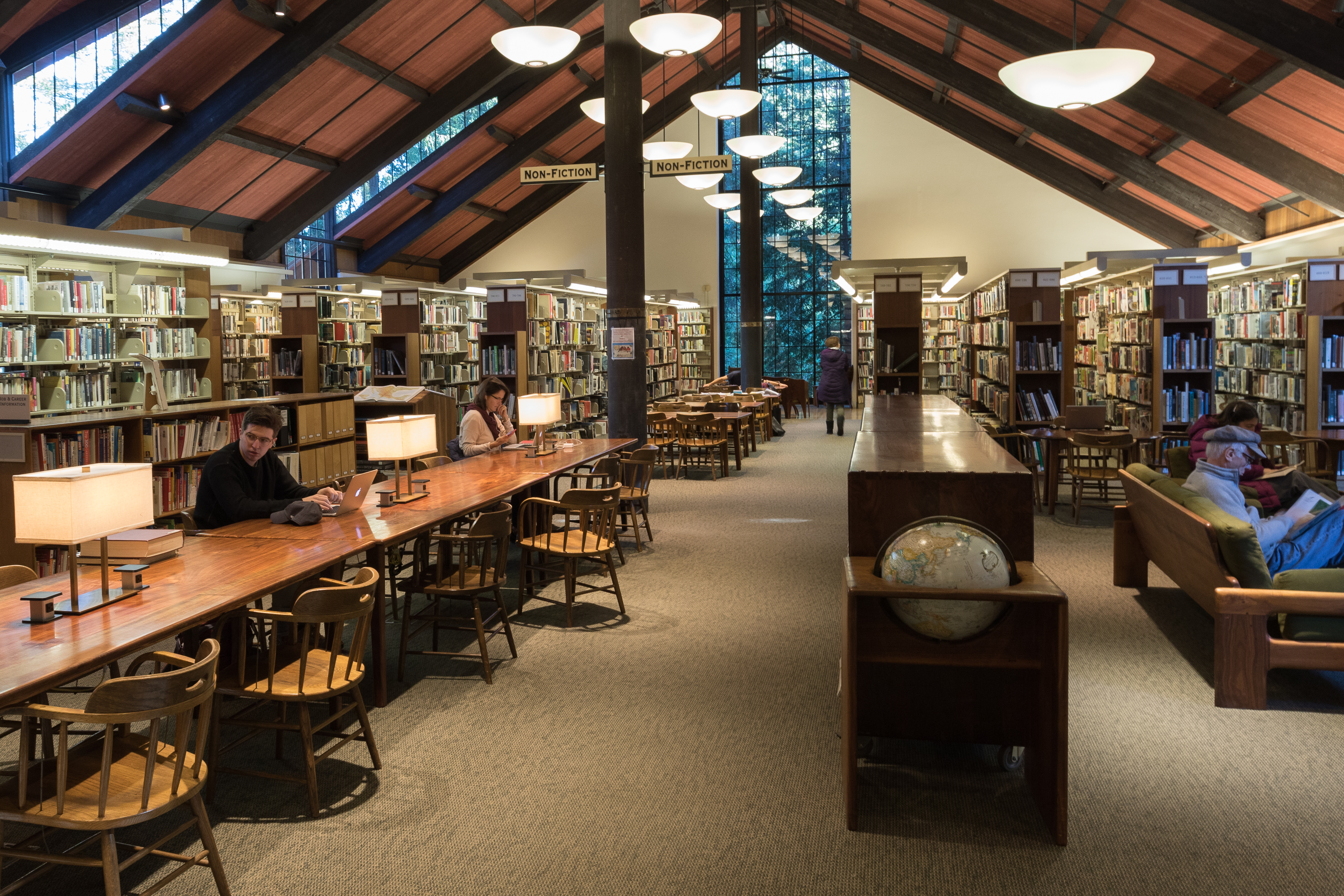
Blick in die Mill Valley Public Library.

Mill Valley verfügt über fünf Grundschulen sowie mit der Mill Valley Middle School über eine Middle School, die bisher vier Mal als Gewinner des California-Distinguished-School-Awards hervortrat. Darüber hinaus ist die Tamalpais High School, eine im Jahr 1908 gegründete öffentlich finanzierte Highschool, in Mill Valley angesiedelt.
Des Weiteren verfügt die Stadt mit der Mill Valley Public Library über eine Stadtbibliothek, die den Old Mill Park mit seinem Bestand an Küstenmammutbäumen überblickt und damit zahlreiche pittoreske Leseplätze für die Benutzer zur Verfügung stellt. Im Lucretia Hanson Little History Room steht den Bibliotheksbenutzern ein ausgewählter Bestand an Werken zur lokalen Geschichte und von lokalen Autoren zur Verfügung.

## Sport, Kultur und Sehenswürdigkeiten

### Sport

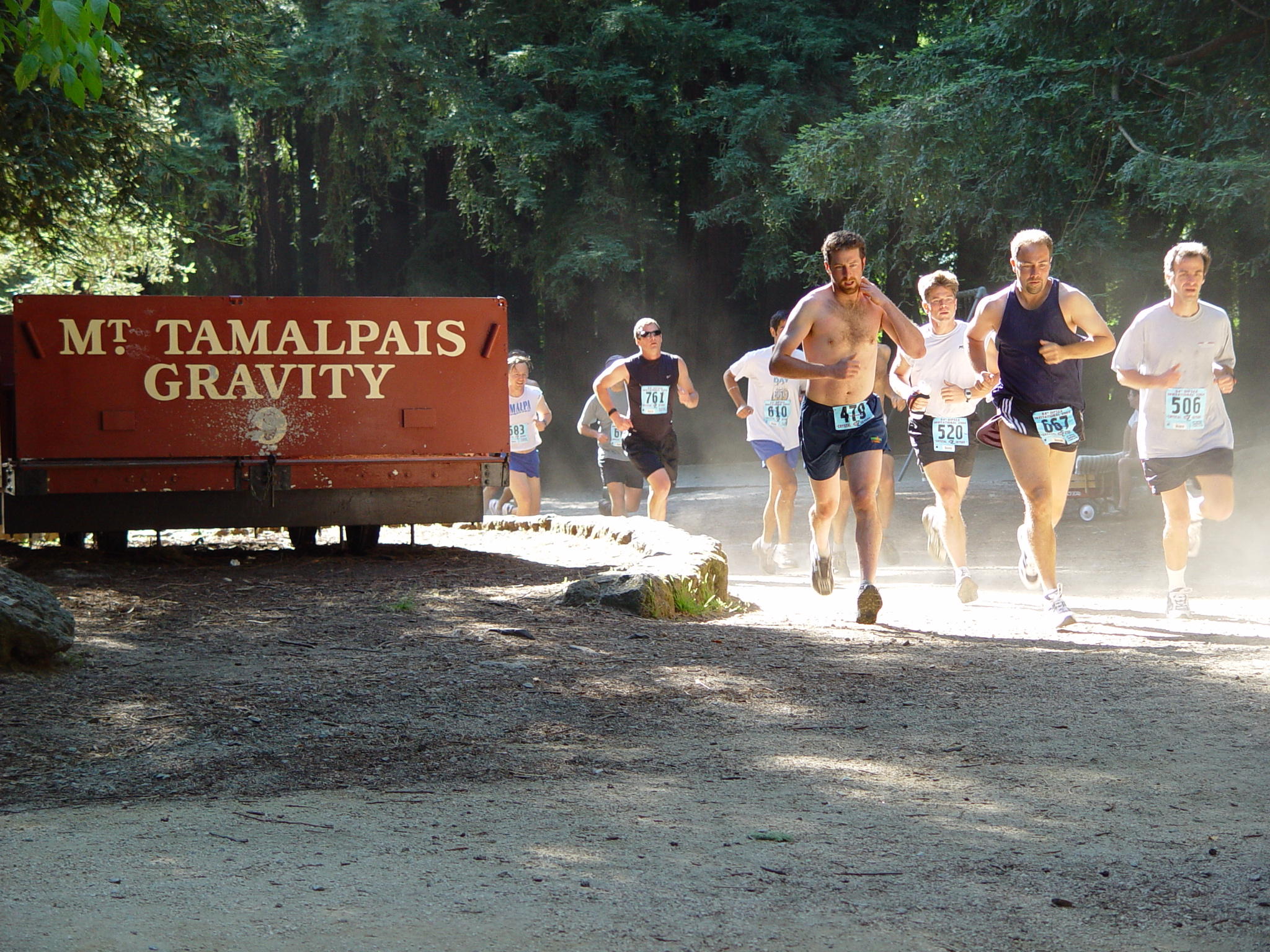
Läufer während des Dipsea Race im Jahr 2004.

Das wichtigste, auch überregional bekannte Sportereignis Mill Valleys ist das Dipsea Race. Das 7,5 Meilen (12 km) lange Rennen findet mit Unterbrechungen seit 1905 statt und ist der älteste Traillauf in den Vereinigten Staaten. Es führt vom Stadtzentrum Mill Valleys aus hinauf zu den Hängen des Mount Tamalpais und dann weiter durch das Schutzgebiet Muir Woods National Monument und den Mount Tamalpais State Park nach Stinson Beach an der Küste des Pazifik. Zu den Besonderheiten des Rennens gehört, dass Höhenunterschiede von insgesamt 1219 Metern überwunden werden und dass das Ziel über verschiedene, von den Läufern unter strategischen Gesichtspunkten ausgewählte Strecken erreicht werden kann. Das Teilnehmerfeld ist auf 1500 Läufer begrenzt und in jedem Jahr liegen mehr als 3000 Anmeldungen vor. Um eine Chancengleichheit der Läufer zu gewährleisten, wird in einem Handicap-System gestartet, bei dem Teilnehmer – gemäß ihrem Alter und Geschlecht – zu unterschiedlichen Startzeitpunkten in das Rennen gehen. Seit 1983 findet das Dipsea Race jedes Jahr am zweiten Sonntag im Juni statt.

### Kultur

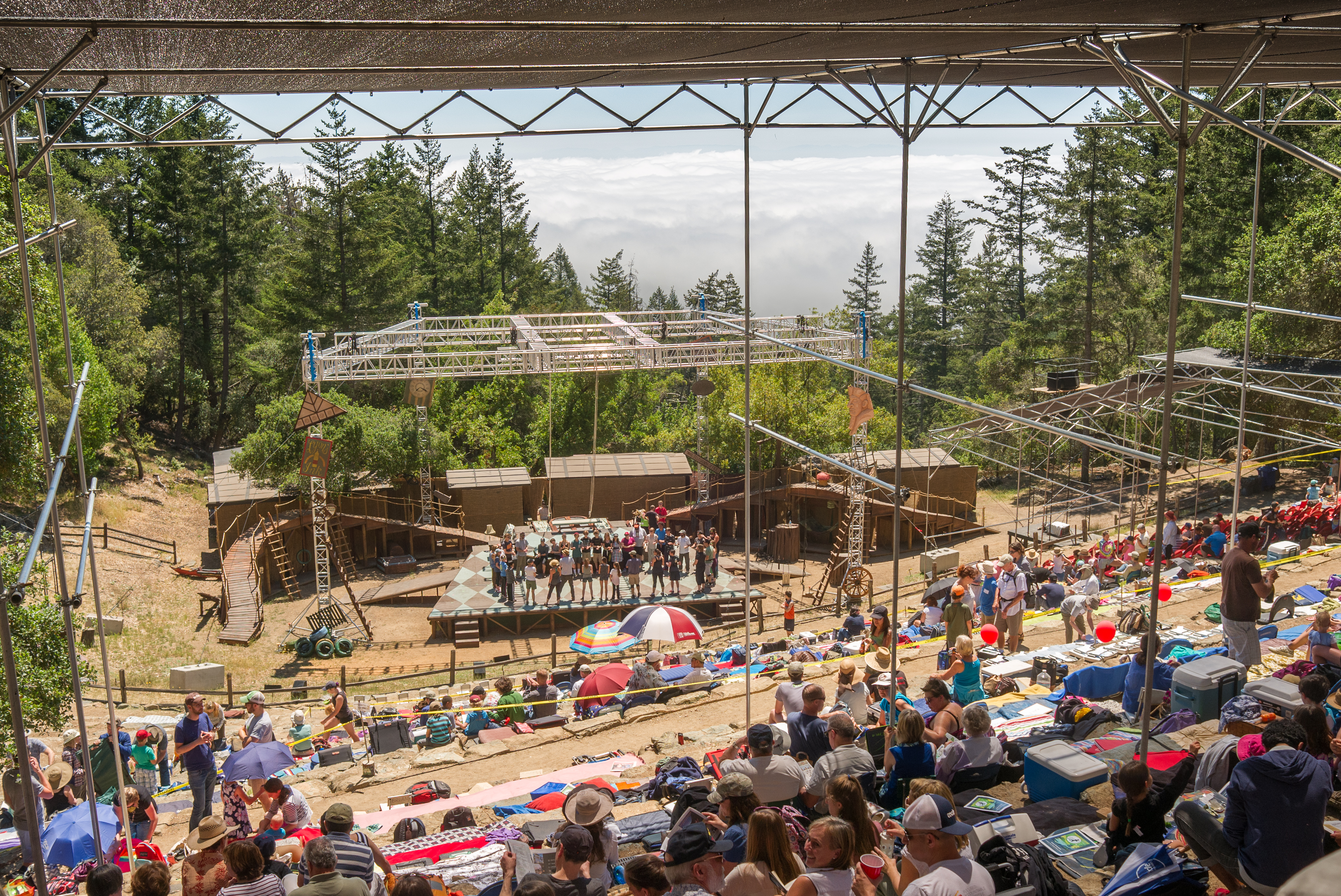
Das Amphitheater des Mountain Play kurz vor der Aufführung des Musicals Peter Pan im Jahr 2015.

In den Sommermonaten findet in einem Amphitheater auf dem Mount Tamalpais das Mountain Play statt. Der Spielort befindet sich auf einer Höhe von 610 Metern und wird seit 1913 für Theater- und Musicalaufführungen genutzt. Während in den ersten Jahren die natürlichen Gegebenheiten für den Spielbetrieb genutzt wurden, wurde der Spielort in den 1930er Jahren zu einem steinernen Amphitheater ausgebaut. Mit der Organisation des Mountain Play ist die 1914 gegründete Mountain Play Association betraut.
Seit 1978 findet in Mill Valley das jährliche Mill Valley Film Festival statt. Das von Mark Fishkin ins Leben gerufene und bis heute ausgerichtete Festival ist ein Anziehungspunkt für Filmschaffende und Besucher und findet alljährlich im Herbst statt. Zu den prominenten Schauspielern, die an dem Festival teilgenommen haben, gehörten in den vergangenen Jahren internationale Filmstars wie Gael García Bernal und Helen Mirren, sowie Hollywoodgrößen wie Brad Pitt, Forest Whitaker, Tim Robbins und Billy Bob Thornton. Im Jahr 2004 wurden im Rahmen des 11-tägigen Festivals rund 40.000 Eintrittskarten verkauft.
Die in den frühen 1970er Jahren gegründete Bar Sweetwater Saloon war bis zu ihrer zwischenzeitlichen Schließung im September 2007 ein Anlaufpunkt für international bekannte Musiker wie Elvis Costello, Jerry Garcia, John Lee Hooker, Huey Lewis und Carlos Santana, die hier Auftritte absolvierten. Die Bluesrock-Band Hot Tuna nahm in den 1990er Jahren zwei Live-Alben im Sweetwater Saloon auf. Im Januar 2012 wurde die Bar unter dem Namen Sweetwater Music Hall im Erdgeschoss des örtlichen Freimaurer-Tempels wiedereröffnet.

### Touristische Ziele in und um Mill Valley

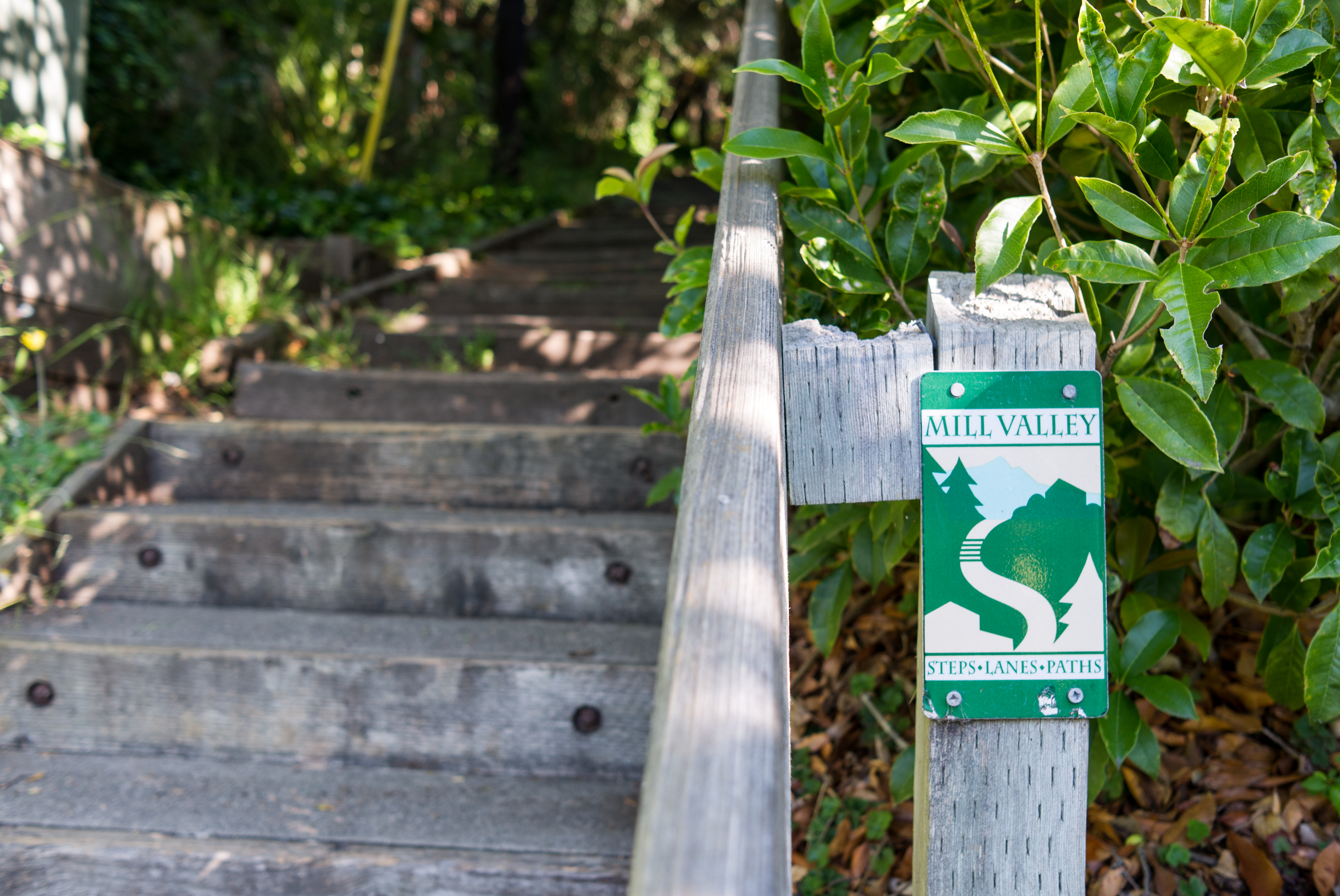
Beschilderung des Steps, Lanes and Paths-Netzwerkes am Aufgang einer Treppe an der Bernard Street.

- Steps, Lanes and Paths: Mill Valley verfügt über ein ausgedehntes Netzwerk von Treppen, kleinen Gassen und Pfaden, über die höhergelegene Teile der Stadt erreichbar sind. Blaue Markierungen auf den Straßen weisen diese Wege als potentielle Fluchtwege im Falle eines Feuers aus. Im Jahr 2010 veröffentlichte der Fotograf Robert Skip Sandberg unter dem Titel „Steps, Lanes and Paths of Mill Valley“ einen Bildband zu diesem Wegesystem. Eine erste Teilstrecke des Dipsea Race führt – vom Stadtzentrum aus – über eine 688 Stufen umfassende Treppe in die Hänge des Mount Tamalpais.
- Mount Tamalpais: Mount Tamalpais ist ein 784 Meter hoher Berg, dessen Gebiet zu großen Teilen unter Naturschutz steht. Seine unwegsamen Hänge gelten als Ursprungsort für den Mountainbike-Sport.
- Muir Woods: Zu den beliebtesten Ausflugszielen in der Nähe von Mill Valley gehört das vom Stadtzentrum aus in südwestlicher Richtung liegende Muir Woods National Monument, ein 2,2 km² großes Schutzgebiet für die Baumriesen des Küstenmammutbaums (Sequoia sempervirens). Die Küstenmammutbäume sind die höchsten derzeit auf der Erde lebenden Baumexemplare; das älteste Exemplar im Schutzgebiet soll über 1100 Jahre alt sein.

## Söhne und Töchter der Stadt
- Eve Arden (1908–1990), Schauspielerin
- Mariel Hemingway (* 1961), Schauspielerin
- Rainer Marten (* 1928), deutscher Philosoph
- Maury Sterling (* 1971), Schauspieler